# Лазар Балевић
Лазар Балевић (Крушевац, 24. август 2007) српски је фудбалски голман који тренутно наступа за крушевачки Напредак.

## Каријера
Родом из насеља Бивоље, где је похађао Основну школу „Бранко Радичевић”, Балевић је прошао млађе категорије крушевачког Напретка. До 2023. године бранио је за кадетску селекцију тог клуба, а током лета исте године прикључен је и првом тиму. Након неколико утакмица током такмичарске 2023/24, на којима је седео на клупи за резервне фудбалере, Балевићу је указана прилика да брани у последњем колу регуларног дела сезоне, против сурдуличког Радника. Касније је два пута наступио и у доигравању, против екипа Војводине и ТСЦ-а. Наредну сезону започео је као трећи чувар мреже, иза Владимира Савића и Милоја Прековића, али је услед њихових повреда добио прилику да брани у континуитету код тренера Горана Стевановића. Најпре је добио прилику да брани против Црвене звезде у осмом, а затим и у наредних десет кола шампионата Србије, чиме је задовољавао услов једног од најмање двојице обавезних „бонус фудбалера” на терену. У том периоду је три пута сачувао мрежу и то на гостовањима Текстилцу, Чукаричком и Партизану која су завршена ремијима без погодака. Такође, услед победе његове екипе над Новим Пазаром изабран је у најбољи тим 11. кола Суперлиге. Након промене шефа стручног штаба и именовања Славољуба Ђорђевића за тренера Напретка, Балевић надаље није бранио под његовим вођством. У састав се вратио у 27. колу када је крушевачки тим победио Чукарички резултатом 2 : 1. Заједно са саиграчем Владимиром Милетићем, стрелцем оба поготка за домаћу екипу, уврштен је у најбољих 11 тог викенда. На отварању такмичарске 2025/26. уврштен је у тим кола, упркос минималном поразу од екипе Чукаричког.

## Репрезентација
Балевић је почетком октобра 2024. добио позив селектора Гордана Петрића да се прикључи млађој омладинској репрезентацији Србије. Дебитовао је у провери с одговарајућом екипе Чешке, средином истог месеца, одиграној у Спортском центру Фудбалског савеза Србије у Старој Пазови.

## Статистика

### Клупска
Ажурирано 27. јула 2025.
|                   |          |                  |    |   |   |   |   |   |   |   |    |   |  |  |
| Напредак Крушевац | 2023/24. | Суперлига Србије | 3  | 0 | 0 | 0 | — | — | — | — | 3  | 0 |  |  |
| Напредак Крушевац | 2024/25. | Суперлига Србије | 21 | 0 | 1 | 0 | — | — | 2 | 0 | 24 | 0 |  |  |
| Напредак Крушевац | 2025/26. | Суперлига Србије | 2  | 0 | 0 | 0 | — | — | — | — | 2  | 0 |  |  |
| Напредак Крушевац | Укупно   | Укупно           | 26 | 0 | 1 | 0 | — | — | 2 | 0 | 29 | 0 |  |  |
|                   |          |                  |    |   |   |   |   |   |   |   |    |   |  |  |

### Утакмице у дресу репрезентације
| 1. | 15. октобар 2024.                           | Пријатељска утакмица                        | Кућа фудбала, Стара Пазова                  | Србија                                      | 2 : 3                                       | Чешка                                       | [ 17 ] |
| 2. | 19. новембар 2024.                          | Пријатељска утакмица                        | Кућа фудбала, Стара Пазова                  | Србија                                      | 1 : 0                                       | Шведска                                     | [ 23 ] |
| 3. | 21. март 2025.                              | Пријатељска утакмица                        | Волос                                       | Грчка                                       | 2 : 1                                       | Србија                                      | [ 24 ] |
| 3  | Укупан број утакмица и постигнутих погодака | Укупан број утакмица и постигнутих погодака | Укупан број утакмица и постигнутих погодака | Укупан број утакмица и постигнутих погодака | Укупан број утакмица и постигнутих погодака | Укупан број утакмица и постигнутих погодака |        |